# Соболівська сільська рада (Шполянський район)
Соболі́вська сільська́ ра́да — адміністративно-територіальна одиниця та орган місцевого самоврядування у Шполянському районі Черкаської області. Адміністративний центр — село Соболівка.

## Загальні відомості
- Населення ради: 759 осіб (станом на 2001 рік)

## Населені пункти
Сільській раді підпорядковані населені пункти:
- с. Соболівка

## Склад ради
Рада складається з 14 депутатів та голови.
- Голова ради: Пересунько Валентина Іванівна
- Секретар ради: Яцентюк Валентина Андріївна

### Керівний склад попередніх скликань
| Прізвище, ім'я, по батькові | Основні відомості                                                    | Дата обрання | Дата звільнення |
| --------------------------- | -------------------------------------------------------------------- | ------------ | --------------- |
| Яцентюк Валентина Андріївна | Сільський голова, 1964 року народження, освіта середня, позапартійна | 26.03.2006   | 31.10.2010      |
| Яцентюк Валентина Андріївна | Сільський голова, 1964 року народження, освіта середня, позапартійна | 31.10.2010   |                 |

Примітка: таблиця складена за даними сайту Верховної Ради України

### Депутати
За результатами місцевих виборів 2010 року депутатами ради стали:

#### За суб'єктами висування
| Суб'єкт висування                                       | Кількість обраних депутатів | %    |
| ------------------------------------------------------- | --------------------------- | ---- |
| Політична партія Всеукраїнське об'єднання «Батьківщина» | 7                           | 50   |
| Партія регіонів                                         | 4                           | 28,6 |
| Соціалістична партія України                            | 3                           | 21,4 |

#### За округами
| № округу                                                | Прізвище, ім'я, по батькові  | Дата визнання обраним | Освіта             | Партійна приналежність                        | Відомості про обраного депутата                          |
| ------------------------------------------------------- | ---------------------------- | --------------------- | ------------------ | --------------------------------------------- | -------------------------------------------------------- |
| Партія регіонів                                         |                              |                       |                    |                                               |                                                          |
| 1                                                       | Сірман Василь Петрович       | 04.11.2010            | вища               | позапартійний                                 | тимчасово не працює                                      |
| 5                                                       | Сіренко Світлана Григорівна  | 04.11.2010            | середня            | позапартійна                                  | Шполянський територіальний центр, соціальнийпрацівник    |
| 8                                                       | Забожна Валентина Віталіївна | 04.11.2010            | середня спеціальна | позапартійна                                  | РО «Товариство Червоного Хреста», медсестра              |
| 11                                                      | Нещадим Ольга Олександрівна  | 15.11.2010            | середня спеціальна | член Партії регіонів                          | тимчасово не працює                                      |
| Політична партія Всеукраїнське об'єднання «Батьківщина» |                              |                       |                    |                                               |                                                          |
| 2                                                       | Бодак Ганна Федорівна        | 04.11.2010            | середня            | позапартійна                                  | Сміла ЦПЗ № 6, листоноша                                 |
| 3                                                       | Пономаренко Тетяна Василівна | 04.11.2010            | середня            | член Всеукраїнського об'єднання «Батьківщина» | Магаз. ПП Капелюшна, продавець                           |
| 4                                                       | Лисенко Василь Григорович    | 04.11.2010            | середня            | член Всеукраїнського об'єднання «Батьківщина» | тимчасово не працює                                      |
| 6                                                       | Романець Наталія Миколаївна  | 04.11.2010            | середня            | член Всеукраїнського об'єднання «Батьківщина» | СоболівськийБудиноккультури, прибирал.                   |
| 9                                                       | Левіцька Олена Андріївна     | 04.11.2010            | середня            | член Всеукраїнського об'єднання «Батьківщина» | тимчасово не працює                                      |
| 10                                                      | Маслюк Людмила Василівна     | 04.11.2010            | середня спеціальна | член Всеукраїнського об'єднання «Батьківщина» | фельдшерсько-акушерський пункт с. Соболівка, завідувачка |
| 13                                                      | Коденець Сергій Миколайович  | 04.11.2010            | середня спеціальна | член Всеукраїнського об'єднання «Батьківщина» | СТОВ"Агрос-пілка", ветер.фельдшер                        |
| Соціалістична партія України                            |                              |                       |                    |                                               |                                                          |
| 7                                                       | Момот Володимир Андрійович   | 04.11.2010            | середня            | позапартійний                                 | тимчасово не працює                                      |
| 12                                                      | Сіренко Олександр Васильович | 04.11.2010            | середня спеціальна | позапартійний                                 | тимчасово не працює                                      |
| 14                                                      | Яцентюк Валентина Андріївна  | 04.11.2010            | середня спеціальна | член Соціалістичної партії України            | Сільськарада, секретар                                   |